# Nachal Tejma
Nachal Tejma (hebrejsky: נחל תימה) je vádí v pobřežní nížině v jižním Izraeli. Začíná v nadmořské výšce okolo 100 metrů jihozápadně od vesnice Kochav Micha'el. Od východu přijímá vádí Nachal Tejma. Směřuje pak k severozápadu plochou a zemědělsky využívanou krajinou. Východně od vesnice Bejt Šikma ústí do vádí Nachal Ge'a.